# Ват-година
Ват-годи́на — одиниця енергії або роботи, що дорівнює роботі, виконаній за 1 годину при потужності в 1 ват (3600 Вт·с).
Частіше використовують похідну одиницю кіловат-годину.

## Кіловат-година
Кіловат-година (кВт·год, kW⋅h) — це позасистемна одиниця, яка виведена винятково для обліку використаної чи виробленої електроенергії.
Кіловат-година дорівнює кількості енергії, споживаної пристроєм потужністю один кіловат протягом однієї години. Звідси 1 кВт·год = 1000 Вт × 3600 с = 3,6 МДж.
Приклади:
- Електроплита потужністю 2 кВт за 15 хвилин споживає з електромережі та віддає у довкілля енергію, котра дорівнює 2 кВт × 0,25 год = 0,5 кВт·год
- Електролампа потужністю 100 Вт, що вмикається щоденно на 8 годин, за місяць споживає 0,1 кВт × 8 год × 30 днів = 24 кВт·год
- Енергоощадна лампа потужністю 20 Вт, яка вмикається щоденно на 8 годин, за місяць споживає 0,02 кВт × 8 год × 30 днів = 4,8 кВт·год
- Світлодіодна лампа потужністю 10 Вт, котра світиться щодня по 8 годин, за місяць споживає 0,01 кВт × 8 год × 30 днів = 2,4 кВт·год

## Похідні
| Кратні                         | Кратні          | Кратні     | Кратні     | Частинні     | Частинні        | Частинні   | Частинні   |
| Величина                       | Назва           | Позначення | Позначення | Величина     | Назва           | Позначення | Позначення |
| ------------------------------ | --------------- | ---------- | ---------- | ------------ | --------------- | ---------- | ---------- |
| 101 Вт·год                     | декават-година  | даВт·год   | daW-h      | 10−1 Вт·год  | дециват-година  | дВт·год    | dW-h       |
| 102 Вт·год                     | гектоват-година | гВт·год    | hW-h       | 10−2 Вт·год  | сантиват-година | сВт·год    | cW-h       |
| 103 Вт·год                     | кіловат-година  | кВт·год    | kW-h       | 10−3 Вт·год  | міліват-година  | мВт·год    | mW-h       |
| 106 Вт·год                     | мегават-година  | МВт·год    | MW-h       | 10−6 Вт·год  | мікроват-година | мкВт·год   | µW-h       |
| 109 Вт·год                     | гігават-година  | ГВт·год    | GW-h       | 10−9 Вт·год  | нановат-година  | нВт·год    | nW-h       |
| 1012 Вт·год                    | терават-година  | ТВт·год    | TW-h       | 10−12 Вт·год | піковат-година  | пВт·год    | pW-h       |
| 1015 Вт·год                    | петават-година  | ПВт·год    | PW-h       | 10−15 Вт·год | фемтоват-година | фВт·год    | fW-h       |
| 1018 Вт·год                    | ексават-година  | ЕВт·год    | EW-h       | 10−18 Вт·год | атоват-година   | аВт·год    | aW-h       |
| 1021 Вт·год                    | зетават-година  | ЗВт·год    | ZW-h       | 10−21 Вт·год | зептоват-година | зВт·год    | zW-h       |
| 1024 Вт·год                    | йотават-година  | ЙВт·год    | YW-h       | 10−24 Вт·год | йоктоват-година | йВт·год    | yW-h       |
| застосовувати не рекомендовано |                 |            |            |              |                 |            |            |

## Переведення у інші одиниці
|            | Джоуль        | ват-година   | електронвольт | калорія       |
| ---------- | ------------- | ------------ | ------------- | ------------- |
| 1 Дж =     | 1             | 2,778 × 10−4 | 6,241 × 1018  | 0,239         |
| 1 Вт·год = | 3600          | 1            | 2,247 × 1022  | 859,8         |
| 1 еВ =     | 1,602 × 10−19 | 4,45 × 10−23 | 1             | 3,827 × 10−20 |
| 1 кал =    | 4,1868        | 1,163 × 10−3 | 2,613 × 1019  | 1             |